# Hrabstwo Ellis (Oklahoma)

Piramida wieku mieszkańców hrabstwa Ellis

Ellis – hrabstwo w stanie Oklahoma w USA. Założone w 1907 roku. Populacja liczy 4075 mieszkańców (stan według spisu z 2000 roku).
Powierzchnia hrabstwa to 3190 km² (w tym 7 km² stanowią wody). Gęstość zaludnienia wynosi 1,28 osoby/km².
Nazwa hrabstwa pochodzi od nazwiska wiceprezydenta Stanów Zjednoczonych, Alberta H. Ellisa.

## Miasta
- Arnett
- Fargo
- Gage
- Shattuck